# Tetragonoderus discopunctatus
Tetragonoderus discopunctatus é uma espécie de besouro da família Carabidae. Foi descrito por Chaudoir em 1850.